# 自転車キャリア
自転車キャリア（じてんしゃキャリア、Bicycle carrier）は、自転車を輸送するために自動車やバスに取り付けられた装置。バイクラックとも呼ばれる。

## 概要
| 乗用車の屋根に設置した例 |  | オートバイ後部に設置した例 |
| 乗用車の屋根に設置した例 |  | オートバイ後部に設置した例 |

| バス前面に設置した例 (神奈中バス) |  | バス前面に設置した例 (神奈中バス) |
| バス前面に設置した例 (神奈中バス) |  |                                   |

概ね、自動車の屋根や車体後部、または後部牽引棒フックに取り付ける。バスの場合は、通常は車両前部に設置され、使用しない時は、上方に跳ね上げることで収納状態とする。
自転車を搭載する場合は、キャリアに搭載した状態で車輪を固定し、さらに垂直状態で固定するための支えを追加するか、前輪を固定する。
トップチューブがないステップスルーフレームの自転車のために、ステムからシートポストを固定し、トップチューブと同等に固定することが可能なものや、前輪のドロップエンドを金具で固定するタイプのキャリアでは、施錠装置を内蔵するものもある。
トラックの後部に設置するために自転車を横に寝かせた状態で固定するものや、リカンベントや2人乗り自転車向けに作られた長尺のものも存在する。また、オートバイ用の自転車キャリアを販売しているメーカーもある